# Against His-Story, Against Leviathan
Against His-Story, Against Leviathan! est un livre de Fredy Perlman paru en 1983. C'est son œuvre la plus connue. C'est une critique de la civilisation contemporaine et la société qui détaille la hausse de la domination de l'État avec un récit de l'Histoire à travers la métaphore du Léviathan de Thomas Hobbes. Le livre reste une source d'inspiration majeure pour les perspectives anarcho-primitivistes dans l'anarchisme contemporain, et plus particulièrement sur la pensée du philosophe John Zerzan. En 2006, le livre a été traduit en français sous le titre Contre le Léviathan, contre sa légende  et en turc Er-Tarih’e Karşı, Leviathan’a Karşı.